# Лук длинноцветоножковый
Лук длинноцветоножковый (лат. Allium dolichomischum) — многолетнее травянистое растение, вид рода Лук (Allium) семейства Луковые (Alliaceae).

## Распространение и экология
В природе ареал вида охватывает Памиро-Алай (западная часть Гиссарского хребта). Эндемик.
Произрастает в среднем поясе гор, на выходах пестроцветных пород.

## Ботаническое описание
Луковицы продолговато-яйцевидные или конически-яйцевидные, толщиной 0,7—1 см, длиной 1,5—3 см, по 1—3 прикреплены к косому корневищу, с бурыми тонко-сетчатыми оболочками. Стебель высотой 20—90 см выс, на четверть или на треть одетый гладкими влагалищами листьев.
Листья в числе 4—5 линейные, шириной 3—4 мм, плоские, повернутые, серповидно изогнутые, гладкие, короче стебля.
Зонтик полушаровидный, обычно многоцветковый, рыхлый. Листочки узкоколокольчатого околоцветника обычно бледно-фиолетовые, с тёмно-фиолетовой жилкой, реже тёмно-фиолетовые, длиной 5—7 мм, равные, линейно-ланцетные или ланцетные, оттянутые, острые. Нити тычинок в полтора раза короче листочков околоцветника, на треть между собой и с околоцветником сросшиеся, цельные, наружные треуголйно-шиловидные, внутренние в 2 раза шире, узко-треугольные; пыльники жёлтые или фиолетовые. Столбик не выдается из околоцветника.
Коробочка в полтора раза короче околоцветника.

## Таксономия
Вид Лук длинноцветоножковый входит в род Лук (Allium) семейства Луковые (Alliaceae) порядка Спаржецветные (Asparagales).
|  |                                      |  |                                                             |                                                             |                   |  | ещё 24 семейства (согласно Системе APG II) | ещё 24 семейства (согласно Системе APG II) |                             |  |  |  | ещё более 870 видов |
|  |                                      |  |                                                             |                                                             |                   |  | ещё 24 семейства (согласно Системе APG II) | ещё 24 семейства (согласно Системе APG II) |                             |  |  |  | ещё более 870 видов |
|  |                                      |  |                                                             | порядок Спаржецветные                                       |                   |  |                                            |                                            | род Лук                     |  |  |  |                     |
|  |                                      |  |                                                             | порядок Спаржецветные                                       |                   |  |                                            |                                            | род Лук                     |  |  |  |                     |
|  | отдел Цветковые, или Покрытосеменные |  |                                                             |                                                             | семейство Луковые |  |                                            |                                            | вид Лук длинноцветоножковый |  |  |  |                     |
|  | отдел Цветковые, или Покрытосеменные |  |                                                             |                                                             | семейство Луковые |  |                                            |                                            |                             |  |  |  |                     |
|  |                                      |  | ещё 44 порядка цветковых растений (согласно Системе APG II) | ещё 44 порядка цветковых растений (согласно Системе APG II) |                   |  |                                            | ещё около 300 родов                        | ещё около 300 родов         |  |  |  |                     |
|  |                                      |  |                                                             | ещё 44 порядка цветковых растений (согласно Системе APG II) |                   |  |                                            |                                            | ещё около 300 родов         |  |  |  |                     |